# Into the Eagle’s Nest
Into the Eagle’s Nest (ponownie wydana pod tytułem Eagles Nest) – strzelanka stworzona w 1986 roku przez Pandora Software a wydana przez Mindscape, rozgrywająca się w realiach II wojny światowej. Gra miała swoje wersje na wielu różnych platformach sprzętowych: 8-bitowe komputery Atari, Amigę, Amstrada CPC, Apple II, Atari ST, Commodore 64, MS-DOS oraz ZX Spectrum i uzyskała pozytywne recenzje krytyków.

## Rozgrywka
Rozgrywka ma miejsce w realiach II wojny światowej. Głównym zadaniem gracza, który wciela się w komandosa walczącego po stronie aliantów, jest uwolnienie zakładników oraz wysadzenie w powietrze tytułowej nazistowskiej twierdzy – Orlego Gniazda. Na początku gracz może wybrać poziom trudności poprzez wybór odpowiedniej misji. Dodatkowym zadaniem jest zbieranie skradzionych dzieł sztuki.
Postać gracza widoczna jest z góry. Przemierza ona labirynt korytarzy i pomieszczeń, a także może poruszać się windą pomiędzy piętrami budynku (czterema w wersji na Commodore 64 i Amstrad CPC oraz ośmioma w wersji na ZX Spectrum), jeżeli znajdzie odpowiednią przepustkę. Na swojej drodze spotyka przeciwników – niemieckich żołnierzy, których musi eliminować przy pomocy broni palnej. Gracz może uzupełniać ilość amunicji, do maksymalnie 99 sztuk naboi, oraz leczyć poziom otrzymanych obrażeń przy pomocy znajdywanych przedmiotów (skrzynki z amunicją, jedzenie, zestawy pierwszej pomocy). Postać gracza umiera po otrzymaniu 50 punktów obrażeń, co kończy rozgrywkę. Poruszanie się po twierdzy utrudniają drzwi, których część można otworzyć przy użyciu amunicji, do otwarcia innych niezbędne jest jednak znalezienie kluczy. Na mapie rozmieszczone są także ładunki wybuchowe, których trafienie kończy grę. W celu uratowania zakładnika gracz musi doprowadzić go do wyjścia, a w celu wysadzenia twierdzy musi uruchomić wszystkie detonatory umiejscowione w różnych częściach budynku oraz opuścić Orle Gniazdo. Za zebrane przedmioty, zabitych przeciwników i uwolnionych zakładników gracz otrzymuje punkty i po zakończeniu gry może wpisać się na listę najlepszych wyników.

## Odbiór gry
Gra uzyskała w większości przychylne opinie recenzentów zajmujących się tematyką gier komputerowych. Miesięcznik „Zzap!64” przyznał grze w wersji na Commodore 64 ocenę 90%, a także wyróżnienie Sizzler. Redaktor pisma Gary Penn stwierdził, iż atmosfera gry jest podkreślona przez świetną, pełną kolorów grafikę, a dźwięki są bliskie perfekcji, zwłaszcza odgłos rykoszetów pocisków oraz kroków protagonisty. Jego zdaniem, gra jest po prostu wspaniała i przypomina grę zabawkowymi żołnierzykami.
Z kolei miesięcznik „Computer and Video Games” ocenił grę w wersjach na Commodore 64, ZX Spectrum i Amstrad CPC. Jako najlepszą wskazał wersję na pierwszą z wymienionych platform. Into the Eagle’s Nest otrzymało wyróżnienie C+VG Hit, a recenzent polecił grę wszystkim miłośnikom gier zręcznościowych i przygodowych.
Gra była również krytykowana. Miesięcznik „Crash” wskazał na okropną muzykę na stronie tytułowej w wersji na ZX Spectrum. Natomiast recenzent magazynu „Compute!” Neil Randall w wersji na Commodore 64 wskazał na zbytnie skomplikowanie, niski poziom AI przeciwników i brak możliwości zapisu gry w trakcie rozgrywki. W grze występują także bezbronni, odurzeni alkoholem niemieccy oficerowie siedzący przy stołach, których zabicie przynosi graczowi dodatkowe punkty, co oceniający uznał za niepokojące.
Magazyn „Computer Gaming World” w 1991 umieścił Into the Eagle’s Nest w swojej „galerii sławy” gier wojennych i nazwał ją nowszym klonem Castle Wolfenstein, zwrócił jednak uwagę, iż gra ta jest rozrywką na krótki czas.
Większość recenzentów zauważyła, iż gra jest klonem gry Gauntlet i jest jednym z najlepszych przedstawicieli gatunku, który ona zapoczątkowała.

## Remake
W 2003 roku Mersey Remakes wydało remake gry pod tytułem Into The Eagles Nest na licencji freeware na platformę Windows.